# Vase Fortuny
Pour les articles homonymes, voir Fortuny.
Le Vase Fortuny est un vase en faïence conservé au musée de l'Ermitage, à Saint-Pétersbourg. C'est un magnifique représentant de la céramique hispano-mauresque du XIVe siècle, dont il est l’un des rares survivants. 

## Histoire
Le vase tire son nom du précédent propriétaire - l'artiste espagnol Mariano Fortuny. Fortuny avait découvert le vase près de Grenade dans la ville de Salar, où il servait de support à un bol d’eau bénite. En 1875, la veuve de l’artiste, Cecilia de Madraso, vendit le vase 30 000 francs au collectionneur russe A.P. Bazilevsky, dont la vaste collection a été acquise par l’Ermitage en 1885. 
Le lieu de fabrication le plus probable du vase serait Malaga.

## Description
Comme les autres vases de l'Alhambra, le vase Fortuny a une forme similaire à celle des anciens Pithos, un corps effilé vers le bas, deux bras plats massifs et une gorge étroite. La forme du vase indique qu'il a été monté sur un support ou dans un creux dans le sol. Par conséquent, la décoration dans la partie inférieure du vase est quelque peu effacée, sinon son état de conservation est absolument exceptionnel. 
Le motif contient des ceintures et des médaillons avec des motifs floraux, des inscriptions décoratives en coufique.